# Марко Семов (булевард в София)
„Марко Семов“ е булевард в София. Носи името на българския писател и публицист чл.-кор. проф. д.фил.н. Марко Семов.
Простира се между бул. „Св. Климент Охридски“ на запад и бул. „проф. Андрей Сахаров“ на изток.

## Обекти
На бул. „Марко Семов“ или в неговия район се намират следните обекти (от запад на изток):
- Столичен онкологичен диспансер „проф. М. Мушмов“
- СБАЛ по онкология
- Национален център по хематология и трансфузиология
- 10 ОДЗ
- 8 СОУ „Васил Левски“
- Професионален колеж и първа ЧПГ по охрана и сигурност „Свети Георги Победоносец“
- 12 ОДЗ „Лилия“
- Дом за възрастни хора
- Дървенишка река